# Comuna Ciurea, Iași
Ciurea este o comună în județul Iași, Moldova, România, formată din satele Ciurea (reședința), Curături, Dumbrava, Hlincea, Lunca Cetățuii, Picioru Lupului și Slobozia.

## Așezare
Comuna se află în vecinătatea sudică a municipiului Iași, pe malurile râului Nicolina. Este traversată de șoseaua județeană DJ248, care o leagă spre nord de Iași (unde se termină în DN28) și spre sud de Grajduri, Scânteia și mai departe în județul Vaslui de Rebricea și Vulturești (unde se termină în DN25). Din acest drum, la Lunca Cetățuii se ramifică o șosea de centură a Iașiului (clasificată ca șosea națională cu titulatura DN28D), care duce spre nord-vest la Miroslava și Valea Lupului (unde se termină tot în DN28). Tot la Lunca Cetățuii și tot din DJ248 se ramifică și șoseaua județeană DJ248C, care duce spre sud și apoi spre vest la Mogoșești. La Ciurea, din acest drum se ramifică șoseaua județeană DJ248D, care duce spre vest la Bârnova (unde se termină în DN24). Prin comună trece și calea ferată Iași–Buhăiești, pe care este deservită de stațiile Ciurea, Picioru Lupului și Bârnova.

## Demografie
Componența etnică a comunei Ciurea
     Români (78,47%)
     Romi (4,76%)
     Alte etnii (0,24%)
     Necunoscută (16,52%)
Componența confesională a comunei Ciurea
     Ortodocși (77,87%)
     Romano-catolici (1,84%)
     Alte religii (2,83%)
     Necunoscută (17,46%)
Conform recensământului efectuat în 2021, populația comunei Ciurea se ridică la 17.254 de locuitori, în creștere față de recensământul anterior din 2011, când fuseseră înregistrați 11.640 de locuitori. Majoritatea locuitorilor sunt români (78,47%), cu o minoritate de romi (4,76%), iar pentru 16,52% nu se cunoaște apartenența etnică. Din punct de vedere confesional, majoritatea locuitorilor sunt ortodocși (77,87%), cu o minoritate de romano-catolici (1,84%), iar pentru 17,46% nu se cunoaște apartenența confesională.

## Politică și administrație
Comuna Ciurea este administrată de un primar și un consiliu local compus din 19 consilieri. Primarul, Cătălin Lupu[*], de la Partidul Social Democrat, este în funcție din 2008. Începând cu alegerile locale din 2024, consiliul local are următoarea componență pe partide politice:
|  | Partid                          | Consilieri | Componența Consiliului | Componența Consiliului | Componența Consiliului | Componența Consiliului | Componența Consiliului | Componența Consiliului | Componența Consiliului | Componența Consiliului | Componența Consiliului | Componența Consiliului |
|  | ------------------------------- | ---------- | ---------------------- | ---------------------- | ---------------------- | ---------------------- | ---------------------- | ---------------------- | ---------------------- | ---------------------- | ---------------------- | ---------------------- |
|  | Partidul Social Democrat        | 10         |                        |                        |                        |                        |                        |                        |                        |                        |                        |                        |
|  | Partidul Național Liberal       | 4          |                        |                        |                        |                        |                        |                        |                        |                        |                        |                        |
|  | Uniunea Salvați România         | 4          |                        |                        |                        |                        |                        |                        |                        |                        |                        |                        |
|  | Alianța pentru Unirea Românilor | 1          |                        |                        |                        |                        |                        |                        |                        |                        |                        |                        |

## Istorie
La sfârșitul secolului al XIX-lea, comuna făcea parte din plasa Codrul a județului Iași și era formată din satele Ciurea, Picioru Lupului, Curăturile, Slobozia, Poiana cu Cetatea, Lunca Bârnovei, Todirel și Cercu, având în total 2009 locuitori. În comună funcționau o moară de aburi, patru biserici și două școli cu 75 de elevi (dintre care 13 fete). În timpul Primului Război Mondial, în comună a avut loc un grav accident feroviar.
Anuarul Socec din 1925 consemnează comuna în aceeași plasă, având 3618 de locuitori în satele Cercu, Ciurea, Curături, Dumbrava, Lunca, Picioru Lupului, Slobozia, Todirelu și în cătunele Baba Nicula și Poiana cu Cetate. În 1931, comuna a fost desființată și inclusă în comuna Galata, dar această comună avea să fie din nou divizată, o parte din ea fiind chiar inclusă în orașul Iași.
În 1950, comuna a devenit parte a orașului regional Iași, reședința regiunii Iași. În 1968, ea a revenit la județul Iași, reînființat.

## Monumente istorice

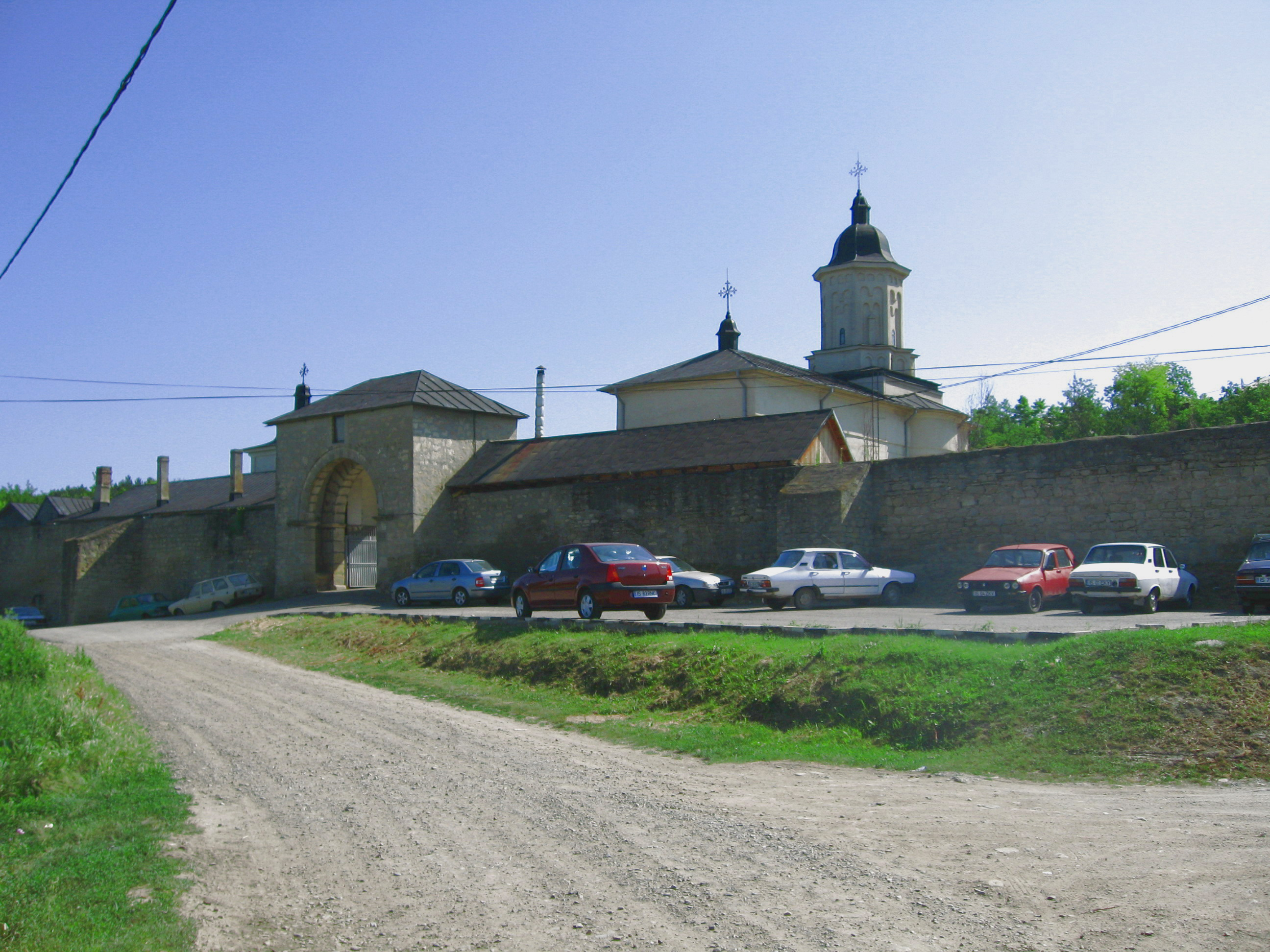
Mănăstirea Hlincea, monument istoric de interes național

În comuna Ciurea se află mănăstirea Hlincea, ansamblu-monument istoric de arhitectură de interes național, datând din secolul al XVI-lea, format din biserica „Sfântul Gheorghe” (1587), ruinele chiliilor (secolul al XVI-lea), turnul-clopotniță și zidul de incintă (ultimele două din secolul al XVII-lea).
În rest, alte opt obiective sunt incluse în lista monumentelor istorice din județul Iași ca monumente de interes local. Trei dintre ele sunt situri arheologice: situl din punctul „Botul Cihanului” (satul Ciurea), cuprinzând așezări din secolele al III-lea–I î.e.n., secolele al VI-lea–al VIII-lea (epoca migrațiilor), secolele al X-lea–al XI-lea (epoca medievală timpurie) și secolele al XVII-lea–al XVIII-lea; situl din punctul „la Căprărie” (satul Dumbrava) cuprinde o așezare din eneoliticul final (cultura Horodiștea-Erbiceni) și o necropolă din secolele I–al II-lea e.n. (perioada Latène). Celelalte cinci sunt clasificate ca monumente de arhitectură — gările Ciurea (satul Ciurea, 1893) și Bârnova (din zona satului Slobozia, construită la sfârșitul secolului al XIX-lea); fabrica de cărămidă (1891) din satul Ciurea; hanul Șanta (sfârșitul secolului al XIX-lea) din satul Curături; și biserica „Sfântul Nicolae” (1845) din satul Picioru Lupului.